# Едыге-би
Едыге-би Толебайулы (каз. Едіге би Төлебайұлы; XVII век, Казахское ханство - XVIII век, Казахское ханство) – казахский бий и оратор из рода Айдабол племени Среднего жуза Аргын. Родоначальник рода Айдабол Едыге. Участвовал в составлении закона "Жеты Жаргы". Родословие (Шежире) Едыге: Алаш — Жанарыс — Кара Ходжа — Аргын — Кутан (Кодан) — Мейрам — Суюндик — Сугыншы — Чуманак — Кулболды — Айдабол — Жанкозы — Толебай — Едыге.

## Биография
Едыге-би родился в семье батыра Толебая в XVII веке. В зафиксированных Машхур Жусупом народных преданиях имеются сведения о потомке бия Айдабола, представителем родовой ветви Жанкозы – Едыге Толебайулы. Во время экспедиции в урочище Мурынтал, расположенном на территории Жанатлекского аульного округа местные жители обратили наше внимание на огромный камень – валун, примерно в полтора раза превышающий рост взрослого человека. В народе этот камень именовался – камень Едыге-би (Едіге бидің тасы). Согласно легенде Едыге-би восседая на этом камне, осуществлял свою судебную деятельность, обращался к народу с призывами объединения в борьбе против джунгарского нашествия. В народе его восхваляли таким выражением: «Едыге-би цену мужчины (ер) решал двумя словами» («Ердің құнын екі ауыз сөзбен шешеді»). Едыге-би входил в состав авторитетнейшего Совета биев при хане Тауке и участвовал в составлении степного свода законов «Жеты жаргы». Хотя прямых письменных свидетельств, удостоверяющих данные сведения, как в материалах М. Ж. Копеева, так и в других работах дореволюционных авторов автором обнаружены не были. Косвенным подтверждением этому факту, может послужить лишь то обстоятельство, что М.Ж. Копеев в своих рассказах о Едыге-би неоднократно упоминает трех величайших биев казахского народа – Толе би, Казыбек би и Айтеке би. 
Едыге является родным отцом Шон бия. По словам писателя Калмухана Исабаева, он стал первым старшим султаном, который вышел из простонародья и объединил четыре рода у Баянаула. Его деятельность в качестве бия была показана известным ученым исследователем С. Дауытовым словами исследователя родословных М. Ж. Копеева: «М. Ж. Копеев кратко пересказал в шежире беседу между Толе бием и Едыге-бием». Едыге, увидев аул Толе-бия, сказал с восхищением: «По стране справедливого бия не будут распространяться ссоры, по земле справедливого царя не будут ходить враги».